# Chapelle Saint-Louis de Poitiers
La chapelle Saint-Louis, communément appelée Chapelle Henri-IV, est une chapelle construite entre 1608 et 1613 à Poitiers par l'ordre des Jésuites. Elle est rattachée au collège formé par ces mêmes religieux après leur arrivée dans la ville en 1604.

## Architecture

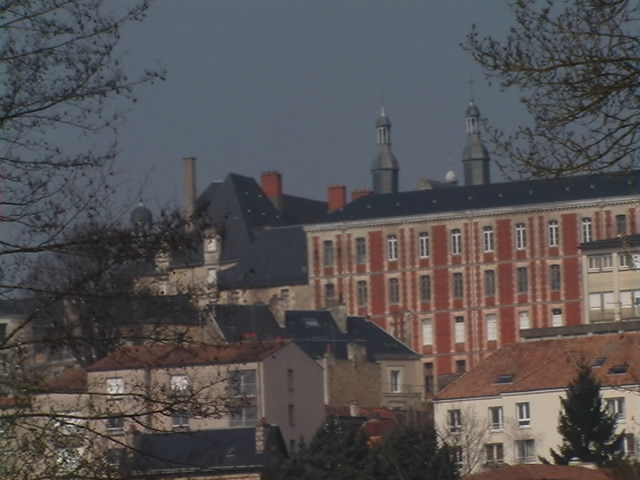
Les toits de la chapelle et le bâtiment du XIXe siècle du collège Henri-IV.

En raison de la grande déclivité du terrain, l'édifice n'est pas orienté selon les règles : le chœur est au sud. De forme rectangulaire, c'est un édifice à nef unique flanqué de deux tours à son extrémité sud. La façade sur rue est restée inachevée. Les voûtes à l’intérieur sont en ogive dans la tradition gothique, mais les pilastres qui soutiennent les retombées sont ornés de chapiteaux ioniques. De chaque côté, les murs sont percés  de petites chapelles peu profondes.

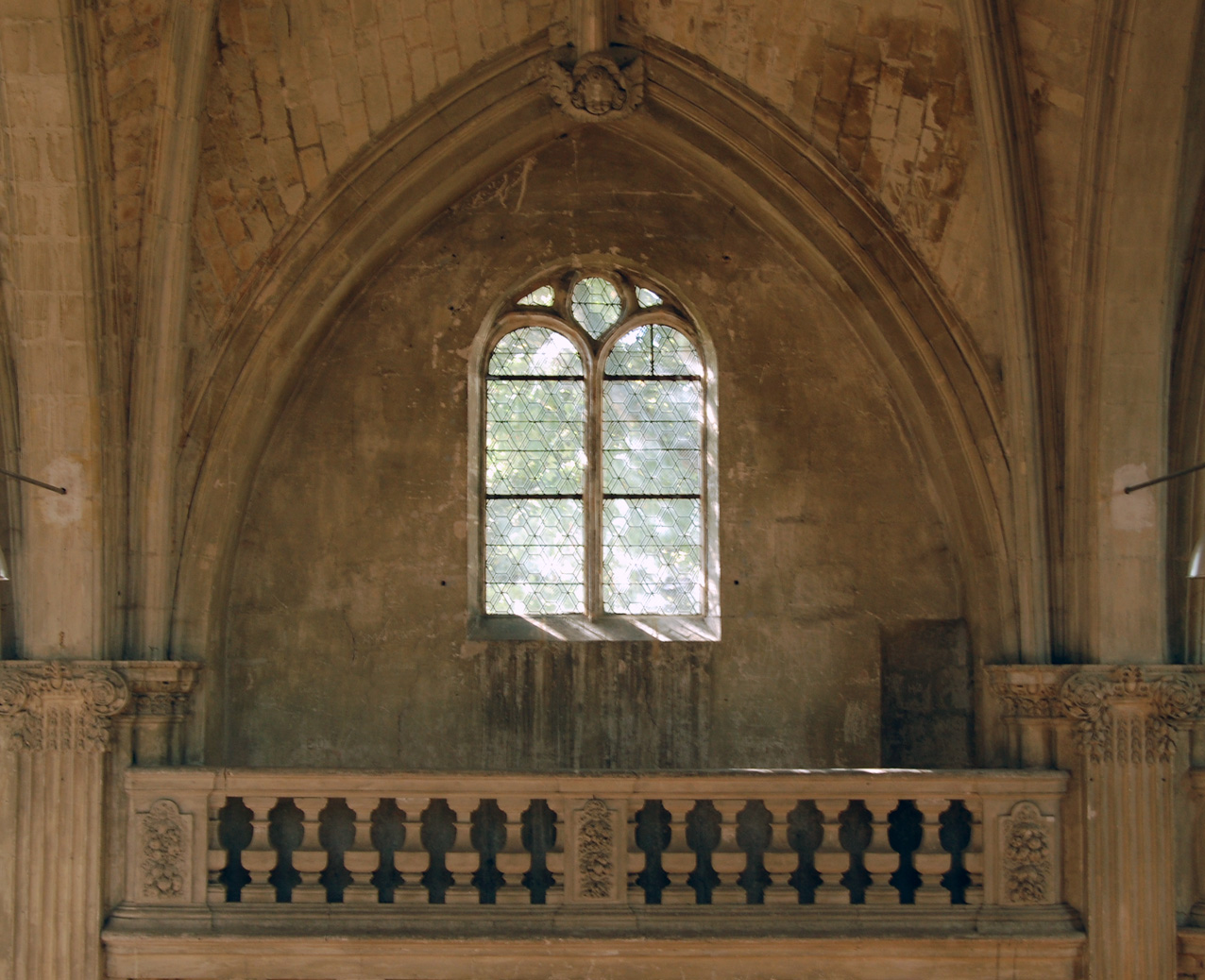
Détail du mur ouest montrant la juxtaposition de souvenirs gothiques tels que voûtes d'ogives et remplages et de structures classiques tels que les pilastres et la balustrade.

## Décors intérieurs
Cette chapelle conserve un imposant retable de style baroque de première importance. Il a été offert vers 1615 par Charlotte Flandrine de Nassau, fille de Guillaume le Taciturne, et abbesse de l'abbaye Sainte-Croix de Poitiers. Il est en pierre sculptée et fait corps avec le bâtiment.
Il comprend un grand tableau du peintre Louis Finson représentant la circoncision de Jésus-Christ. Une réplique de ce tableau est conservée dans l'église Saint-Nicolas-des-Champs à Paris.  
Le retable comprend aussi un remarquable ensemble de statues réalisées par l'atelier de Gervais de la Barre. Elles représentent les quatre évangélistes et une Piéta. 
Le chœur conserve aussi un ensemble de peintures anonymes figurant des scènes de la vie de saint Louis où ce dernier a les traits de Louis XIII et du jeune Louis XIV. 

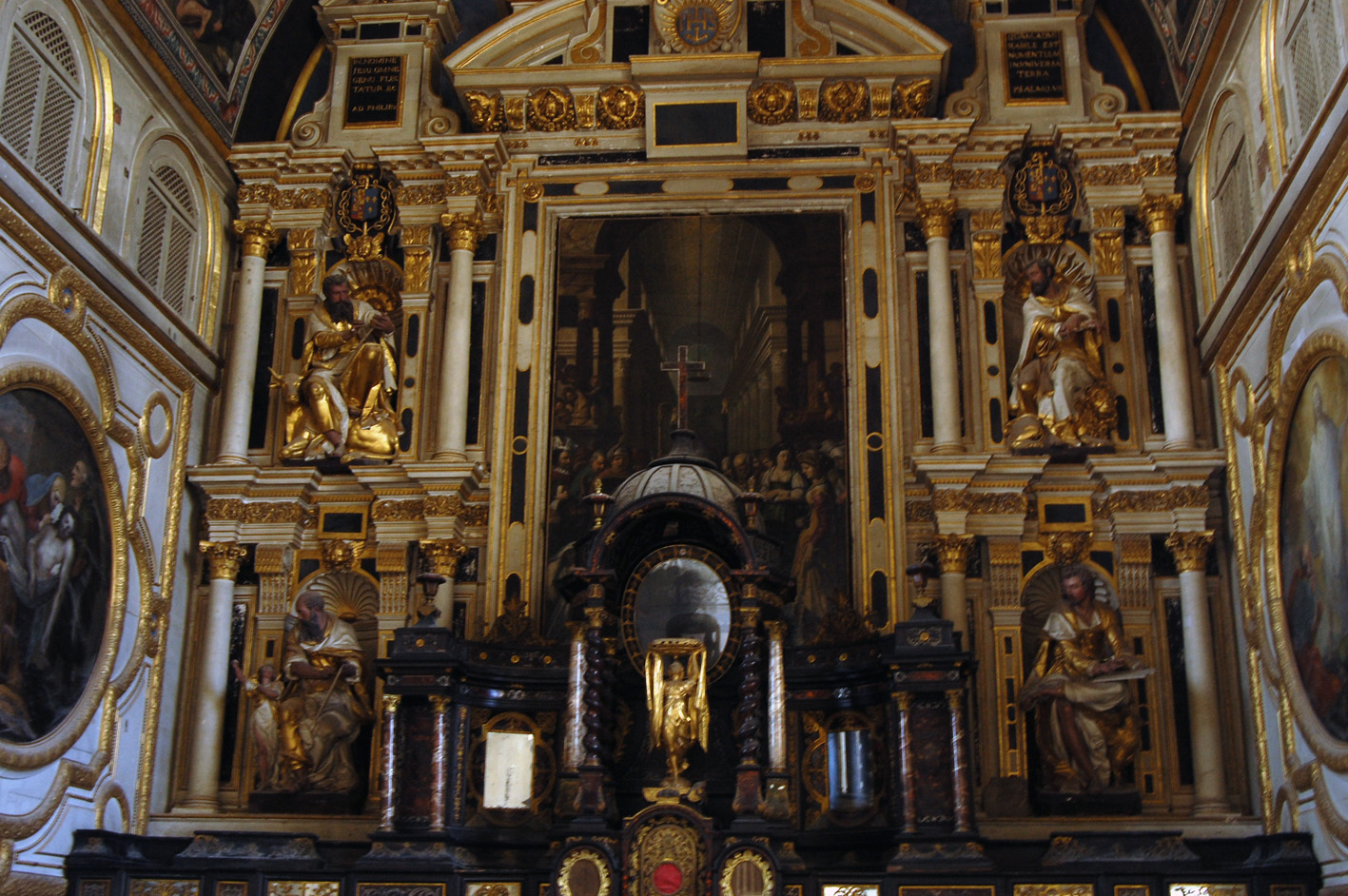
Retable avec son tabernacle d'époque Louis XIV.

En 1673-1674, les religieux rajoutent une petite tribune contre le mur nord, ornée de bas reliefs représentant les vertus cardinales et théologales. Faute d'un nombre pair d'écoinçons, seules 6 sont représentées. 
En 1698, les religieux installèrent un énorme tabernacle de style Boulle qui, depuis, masque en grande partie le tableau de Finson.   
Durant la période révolutionnaire, la chapelle, qui servait de lieu de réunion, a été dépouillée d'une grande partie de son décor de boiseries. 
De même, dans les années 1840, la chapelle et le retable ont été repeints leur donnant leur aspect actuel. Le retable était originellement peint en faux marbre et avec de motifs floraux et des grotesques, cachés depuis par un badigeon gris. Seules les deux petites portes latérales ont conservé cette polychromie typique du début du XVIIe siècle. De même, les murs étaient ornés de motifs baroques peints.

## Sacristie
La sacristie a été entreprise en 1664. Elle est ornée de ses boiseries en noyer d'origine et de peintures représentant les scènes du Nouveau Testament. La sculpture et les tableaux ont été réalisés par les Jésuites eux-mêmes. Parmi ces tableaux se trouvent aussi des représentations de saint Ignace de Loyola et de saint François-Xavier. Un autre tableau des jésuites, représentant saint François Régis est aujourd'hui dans l'église Saint-Jean de Montierneuf.

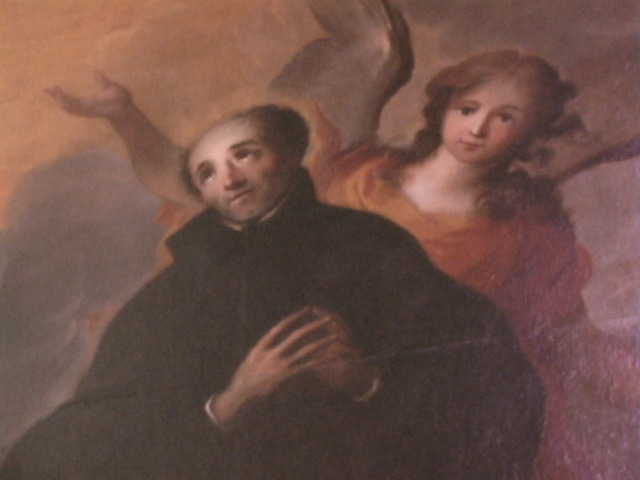
Saint François-Régis, tableau provenant de la chapelle et aujourd'hui conservé à l'église de Montierneuf.

## Bâtiments d'enseignement
Les bâtiments du collège ont été bâtis durant le même siècle. La façade principale sur cour présente un élégant pavillon central bâti en 1654, œuvre de l'architecte Étienne Segrétain. Orné d'une travée sculptée, il est coiffé d'un toit en ardoises à lanternon. Cette façade est ornée de bustes d'Henri IV et de Louis XIV ajoutés au XIXe siècle. Le reste des imposants bâtiments sont dans un style très sobre et fonctionnel, marqué par les seuls chaînages d'angle. 
La chapelle, le retable et le pavillon central ont été classés au titre des monuments historiques en 1908.